# Virgínia Rau
Virgínia de Bivar Robertes Rau GOIP (Lisboa, Anjos, 4 de dezembro de 1907 — Lisboa, Prazeres, 2 de novembro de 1973) foi uma historiadora portuguesa.

## Biografia
Nasceu a 4 de dezembro de 1907 e foi batizada a 10 de fevereiro de 1908, na igreja dos Anjos, em Lisboa, como filha de Luís Rau, Jr. (Lisboa, Madalena, 26 de Outubro de 1865 - 9 de Julho de 1943), comerciante de ascendência Alemã, e de sua mulher (casados em Lisboa, Anjos, a 1 de Março de 1902) Matilde de Bivar de Paula Robertes (Lisboa, São José, 24 de Setembro de 1879 - 23 de Dezembro de 1961), de ascendência Espanhola. Terminou o seu curso dos liceus em 1927, matriculou-se na Faculdade de Letras da Universidade de Lisboa, mas a partir de 1928 passou a viver no estrangeiro, onde frequentou vários cursos. Em 1939, devido ao início da Segunda Guerra Mundial, regressou a Lisboa onde frequentou novamente a secção de Ciências Históricas e Filosóficas da Faculdade de Letras. 
Em 23 de Julho 1943, concluiu a sua licenciatura, com 16 valores. Em 4 de Fevereiro de 1947 alcançou o grau de doutora em Ciências Históricas, sendo aprovada com distinção (18 valores). Em 1951 foi aprovada em concurso de provas públicas para professora extraordinária da sua Faculdade, onde no ano seguinte atingiu a cátedra, no dia 9 de Dezembro de 1952. Enquanto Catedrática, foi responsável pelas cadeiras de História Medieval, História Medieval de Portugal, Teoria da História do Brasil e pelos seminários de História Geral e de História de Portugal. Mais tarde, assume também a regência das cadeiras de História Medieval e de Ciências Auxiliares da História e Demografia Histórica; Fundou e dirigiu o Centro de Estudos Históricos (Instituto de Alta Cultura), anexo à Faculdade de Letras da Universidade de Lisboa (actual Centro de História da Universidade de Lisboa), entre 1958 e 1973, tendo sido directora da Faculdade entre 1964 e 1969 (sendo a primeira mulher a assumir a direção da Faculdade de Letras).
A sua obra como historiadora, transversal cronológica e geograficamente, é balizada por um lado pela formação medieval do reino e por outro pelo seu processo moderno de atlantização, sem nunca perder de vista uma escala de comparabilidade europeia. Uma concepção moderna da oficina do historiador, baseada no trabalho colectivo, numa precoce internacionalização assim como na articulação entre a investigação e o ensino, garantem-lhe uma posição singular na historiografia portuguesa. 
Participou em diversos Colóquios e Congressos Internacionais, e desempenhou inúmeras missões científicas no estrangeiro, o que lhe deu a oportunidade de se relacionar com os historiadores mais ilustres do seu tempo. Foi também admitida na Royal Historical Society, sendo a única historiadora portuguesa a consegui-lo. E integrou diversas academias e sociedades científicas nacionais e internacionais;
Recebeu diversas condecorações, das quais se podem destacar, por exemplo, a Ordem de Mérito da República Italiana, o grande oficialato da ordem da Instrução Pública portuguesa e o título de doutor Honoris Causa da Universidade de Toulouse;
Entre os vários temas que estudou, dedicou-se, sobretudo, à História Económica compreendida entre os séculos XIV e XVII.
Foi membro da Academia Portuguesa de História.
Entre os seus alunos contam-se José Mattoso, A. H. de Oliveira Marques e Iria Gonçalves.
Publicou um vasto conjunto de obras sobre a História Medieval e Moderna em Portugal.
Morreu a 2 de novembro de 1973, em Lisboa, na freguesia dos Prazeres.

## Homenagens
A 2 de Julho de 1969 foi agraciada com o grau de Grande-Oficial da Ordem da Instrução Pública.

## Algumas obras
- Sesmarias Medievais Portuguesas. Lisboa : Editorial Presença, 1982.[7][8]
- Feiras Medievais Portuguesas. Lisboa : Editorial Presença, 1983.ISBN 972-23-0044-X[9]
- Estudos Sobre a História do Sal Português. Lisboa : Editorial Presença, 1984.[10][11]
- Estudos sobre História Económica e Social do Antigo Regime. Lisboa, Editorial Presença, 1984.[12]
- Estudos de História Medieval. Lisboa : Editorial Presença, 1985.
- A Casa dos Contos: Os Três mais Antigos Regimentos dos Contos. Lisboa : Imprensa Nacional-Casa da Moeda, 2009.
- Dona Catarina de Bragança, rainha de Inglaterra, Coimbra Ed., 1941[3].
- Livro de Cartas. Editora Instituto Alta Cultura. 1969.
- Inventario Post Mortem del Rei D. Pedro II. Colaboração de Eduardo Borges Nunes. Instituto de Alta Cultura: Centro de Estudos Históricos Faculdade de Letras da Universidade de Lisboa. 1969.
- Subsídios para o estudo das feiras medievais portuguesas, Lisboa, [1943]
- A exploração e o comércio do sal de Setúbal, Lisboa, 1951
- Elementos para a história bancária de Portugal (1797-1820), Lisboa, 1963